# Narcissus Geyser
De Narcissus Geyser is een conusgeiser in het Lower Geyser Basin dat onderdeel uitmaakt van het Nationaal Park Yellowstone in de Verenigde Staten. De geiser maakt deel uit van de Pink Group, waar onder andere ook de Pink Geyser en Dilemma Geyser deel van uitmaken.
De Narcissus Geyser heeft korte en lange erupties. De korte komen tot een hoogte van 6 meter, terwijl de langere erupties, die tot een kwartier duren, slechts tot een hoogte van 4,5 meter komen. De erupties vinden plaats om de 2 tot 6 uur.
De geiser is gelegen midden in het bos en de conus is roze gekleurd.